# Miserere (album)
Miserere è il sesto album in studio del cantante italiano Zucchero Fornaciari pubblicato il 1º ottobre 1992 dall'etichetta Polydor, e seguito dalla tournée di concerti L'Urlo Tour Europa Italia del 1993.

## Il disco

### Copertina
La copertina dell'album vede Zucchero suonare la chitarra in compagnia di una donna anziana alla batteria. La simpatica vecchietta è la bolognese di Casalecchio di Reno Argia Borghi, classe 1902, che compare anche nello spot promozionale girato nel laboratorio di un fabbro a Bologna prima dell'uscita del disco.

### Composizione e canzoni
Presentato al Castello De' Rossi di Pontecchio Marconi, dopo i clamorosi successi di Blue's e Oro, incenso e birra, il disco segna un ritorno altamente introspettivo dell'artista, ed è stato scritto in un periodo di profonda depressione presso il suo ritiro di Avenza. Ciò diventa particolarmente evidente in canzoni quali Ridammi il sole e Povero Cristo, oppure con le più dure e spesso ironiche Un'orgia di anime perse, Il pelo nell'uovo (il cui testo è, per la prima volta, di Pasquale Panella), I frati e L'urlo. Quest'ultima è il brano che nell'estate del 1992 anticipò l'uscita dell'album: si tratta di una cover di Karate degli Emperors, a sua volta riproposta da Santana come Everybody's Everything, con testo originale di Zucchero. Decisamente più dolci sono le note delle ballate It's All Right, Miss Mary (le cui liriche sono firmate da Elvis Costello) ed Anna Solatia, caratterizzata da un tappeto sonoro, sul quale viene recitato il testo da Zucchero, la cui voce è trattata con effetti d'incisione ispirati alla Psichedelia. L'arpeggio di Anna Solatia verrà ripreso dallo stesso Zucchero anni più tardi per l'incisione di Sabor a ti, brano facente parte dell'album La sesión cubana, ma il brano in versione solo strumentale era già stato pubblicato in CD allegato alla rivista "Max". Infine da citare la particolare e quanto mai ambigua Pene e Miserere, che ha una parte di canto lirico, affidata a Luciano Pavarotti, poi sostituito, per gli spettacoli live, da Andrea Bocelli. Quest'ultimo brano, come raccontato ne Il suono della domenica - Il romanzo della mia vita, è il risultato di tre anni vissuti in una profonda depressione.
Prodotto ancora una volta da Corrado Rustici, Miserere è un album che segna una svolta nelle sonorità di Zucchero: sul tappeto soul e r&b vengono ricamati suoni sofisticati e molto ricercati, ottenuti anche attraverso l'impiego del personal computer. Il disco segna anche l'inizio di una collaborazione che continuerà nel tempo, quella con Pasquale Panella.

## Tracce
Testi e musiche di Zucchero, eccetto dove diversamente indicato.

### Versione italiana
1. Miserere (Overture) – 0:38
2. L'urlo – 3:21 (musica: T. Moss, M. Brown)
3. It's All Right (La promessa) – 5:27
4. Il pelo nell'uovo – 4:59 (testo: Pasquale Panella)
5. Miss Mary – 4:26 (testo: Elvis Costello)
6. Anna Solatia – 3:46
7. Un'orgia di anime perse – 3:45
8. Pene – 5:28
9. Povero Cristo – 3:45
10. Ridammi il sole – 4:35
11. I frati (ovvero l'osteria della felicità) – 3:35
12. Miserere (feat. Luciano Pavarotti) – 4:50

Dopo il brano Miserere ci sono quindici secondi di silenzio, al termine dei quali vi è una ghost track in cui una voce maschile roca pronuncia due volte e mezzo (alla terza si interrompe) la frase "A volte la migliore musica è il silenzio, diciamo".

### Versione inglese
Le tracce 3, 4, 11 e 12 sono le versioni inglesi dei corrispettivi brani in italiano. La traccia 9 è la versione inglese della traccia 10 presente nell'edizione italiana.
1. Miserere (Overture) – 0:38
2. L'urlo – 3:21 (musica: T. Moss, M. Brown)
3. The Promise – 5:27 (testo: Zucchero, P. Buchanan)
4. Brick – 4:59 (testo: Zucchero, F. Musker)
5. Miss Mary – 4:26 (testo: Elvis Costello)
6. Anna Solatia – 3:46
7. Un'orgia di anime perse – 3:45
8. Pene – 5:28
9. Come Back the Sun – 4:35 (testo: Zucchero, P. Buchanan)
10. Povero Cristo – 3:45
11. Gone Fishing – 3:35 (testo: Zucchero, G. Lyon)
12. Miserere (feat. Luciano Pavarotti) – 4:50 (testo: Bono)

### Versione a edizione limitata (2016)
Il vinile del disco è stato nuovamente pubblicato nel box set ad edizione limitata Studio Vinyl Collection del 2016.

## I video musicali
- L'urlo (live), su YouTube.
- Il pelo nell'uovo, su YouTube.
- Ridammi il sole, su YouTube.

## Formazione
- Zucchero - voce e cori, chitarra, organo Hammond, batteria (in I frati)
- Corrado Rustici - dobro, chitarra 12 corde, acustica ed elettrica, programmazione, tastiera e sintetizzatore, cori, mandolino
- Michael Shrieve, Martin Beedle - batteria
- Polo Jones - basso
- David Sancious - pianoforte e Fender Rhodes
- Peter-John Vettese - pianoforte, tastiera, organo Hammond e sintetizzatore,
- Carl Perazzo - timbales, campanaccio e shaker
- Raul Rekow - congas
- Rosario Jermano - percussioni
- Andy J. Forest - armonica
- Wayne Jackson - tromba e trombone
- Andrew Love - sax
- Ocarine di Budrio - ocarina (in I frati)
- Franco Liguori - voce finale (in Miserere)
- Dodi Battaglia - chitarra (in I frati)
- Luciano Pavarotti - tenore (in Miserere)
- Adelmo e i suoi Sorapis, Omero Da Fano - cori (in I frati)
- Giorgia, Mino Vergnaghi, Iskra Menarini, Antonella Pepe, Tessa Niles, Carol Kenyon, Lance Ellington, Linda Taylor - cori

## Successo commerciale
Si stima che l'album abbia venduto oltre 900 000 copie in Italia, mentre la casa discografica riferisce di oltre 1 000 000 di copie vendute sul territorio italiano, certificate dai sette dischi di platino ricevuti, 1 500 000 in Europa e circa 2 000 000 di copie complessive nel mondo, raggiungendo la prima posizione in classifica in Italia per tredici settimane, l'ottava in Svizzera, la trentatreesima in Francia e la numero settantatré in Olanda.
È stato il secondo disco più venduto in Italia nell'anno 1992.
Il disco è entrato in classifica anche in Belgio, Danimarca e Grecia.
Il disco superò 1.200.000 copie vendute nel mondo in soli tre mesi dalla pubblicazione, di cui 780 000 in Italia.

## Classifiche

### Classifiche settimanali
| Classifica (1992)                  | Posizione massima |
| ---------------------------------- | ----------------- |
| Europa                             | 18                |
| Francia                            | 33                |
| Italia                             | 1                 |
| Paesi Bassi                        | 73                |
| Svizzera (Versione italiana)       | 8                 |
| Svizzera (Versione internazionale) | 9                 |

### Classifiche di fine anno
| Classifica (1992) | Posizione |
| ----------------- | --------- |
| Italia            | 2         |